# Turó Rodó (Vidreres)
El Turó Rodó és una muntanya de 348 metres que es troba al municipi de Vidreres, a la comarca de la Selva.